# Randstad (région)
Pour les articles homonymes, voir Randstad.
La Randstad (prononciation en néerlandais : /ˈrɑnt.stɑt/, littéralement « ville de bordure ») est une conurbation néerlandaise réunissant les villes d'Amsterdam, Rotterdam, La Haye et Utrecht, dans l'ouest du pays. Elle est parfois appelée métropole du Delta (Deltametropool), nom reflétant l'ambition d'une plus grande intégration des villes dans la Randstad pour acquérir un rang de mégapole internationale. Elle fait partie de la mégalopole européenne.
Son nom ne se réfère pas à la bordure des Pays-Bas en mer du Nord : il se base sur le fait que cette zone urbanisée encercle une région naturelle relativement peu peuplée et située en son sein, nommée le Groene Hart (« Cœur vert »), ces deux expressions allant de pair. L'ajout du nom de Hollande (Randstad Holland) se réfère aux deux provinces de Hollande-Méridionale et Hollande-Septentrionale, dans lesquelles est située la plus grande partie du territoire de la Randstad, qui s'étend également sur la province d'Utrecht au sud-est et le Flevoland au nord-est.

## Histoire
Le terme de Randstad est lancé en 1938 par Albert Plesman, fondateur de la Koninklijke Luchtvaart Maatschappij (KLM), compagnie aérienne sise à l'aéroport d'Amsterdam-Schiphol, au nord du Groene Hart. Il en a l'idée alors qu'il survole la région et en observe l'organisation urbaine.
Bien que les frontières de la Randstad soient relativement indéterminées faute de consensus, elle s'étend sur quatre provinces : Flevoland, Hollande-Méridionale, Hollande-Septentrionale et Utrecht. Avec l'étalement urbain récent au nord-est du Flevoland et au nord de la Hollande-Septentrionale, l'ensemble des quatre provinces devient de plus en plus urbanisé.

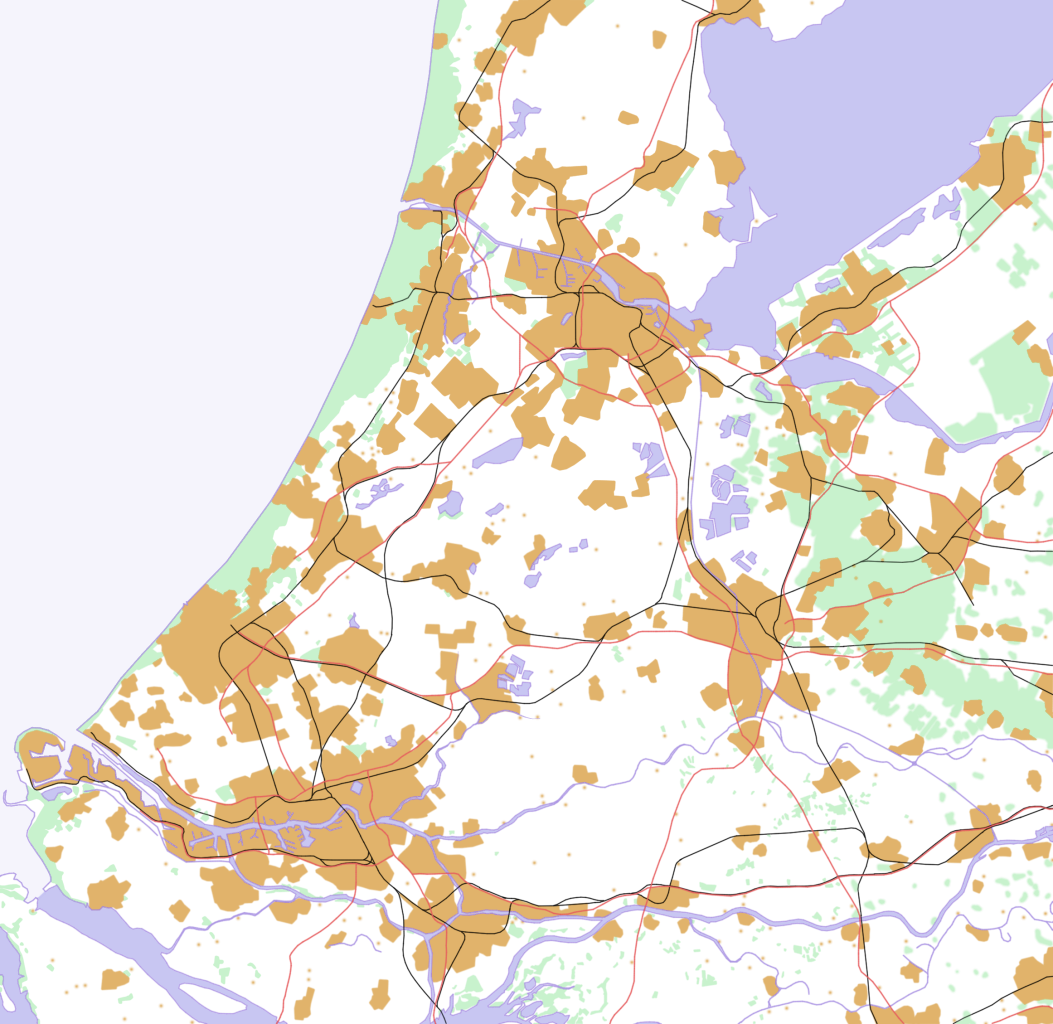
Carte de la Randstad mettant en évidence le bâti, avec le Groene Hart au centre (2006).
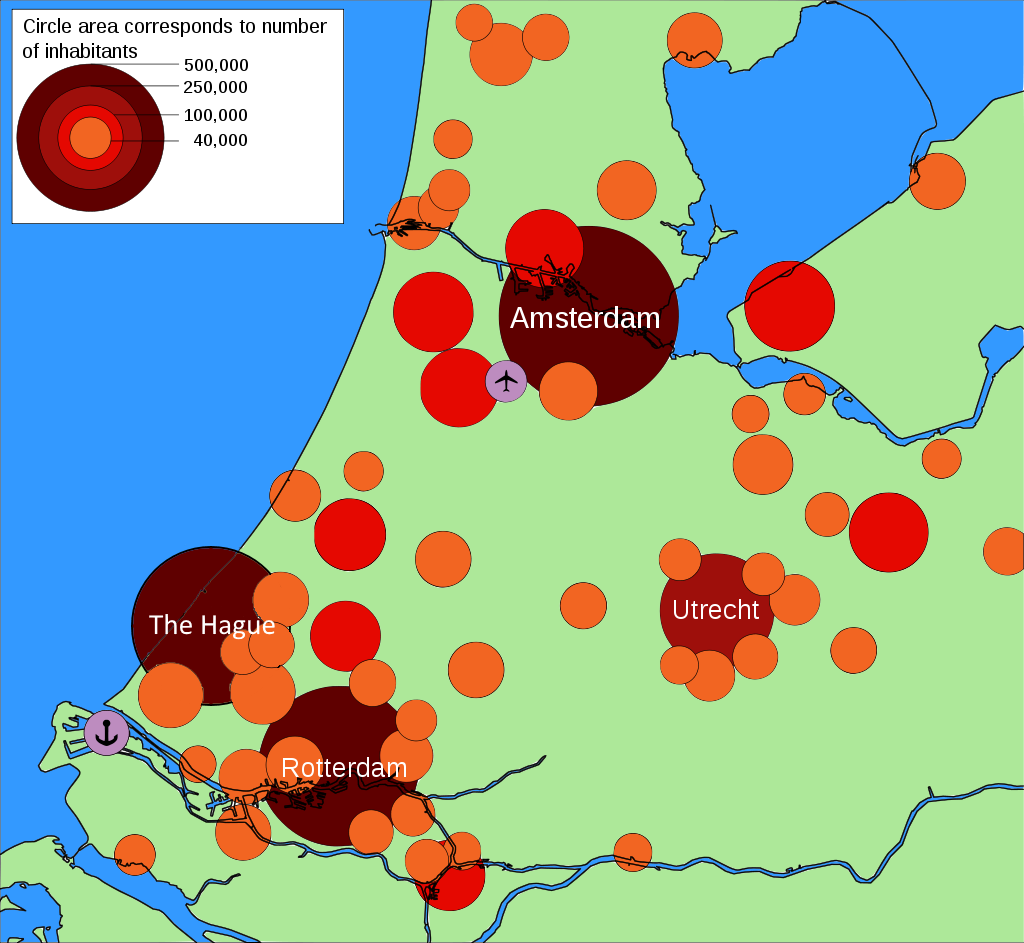
Centres urbains de la Randstad (2017).
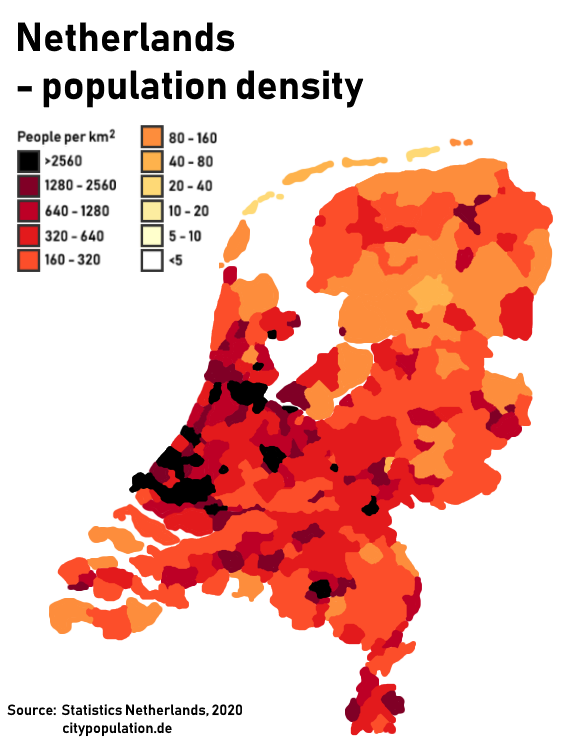
Carte de la densité de population aux Pays-Bas (2020), mettant en évidence la Randstad.

## Géographie
Au cours de son développement, la Randstad n'accède pas au statut de toponyme officiel, bien que certaines infrastructures portent son nom, notamment RandstadRail, un réseau de transport en commun entre La Haye, Rotterdam et Zoetermeer. Une coopération entre plusieurs organisations de transport en commun au niveau urbain (GVB, RET et HTM entre autres) est lancée en 2011, sous le nom de Randstadnet (R-net).
La Randstad totalise aujourd'hui plus de 7 millions d'habitants, soit environ deux cinquièmes de la population des Pays-Bas. Il s'agit en effet de l'une des plus grandes aires urbaines d'Europe.
Elle comprend les quatre plus grandes communes du pays (Amsterdam, Rotterdam, La Haye et Utrecht), comptant chacune plus de 350 000 habitants. En plus de ces communes, la Randstad compte douze communes de plus de 100 000 habitants. Au sein de la Randstad, les villes de Rotterdam et La Haye forment la région métropolitaine de Rotterdam-La Haye avec plus de 2,3 millions d'habitants.
| Communes de plus de 100 000 habitants (2024) dans la Randstad | Communes de plus de 100 000 habitants (2024) dans la Randstad | Communes de plus de 100 000 habitants (2024) dans la Randstad |
| Commune                                                       | Province                                                      | Population                                                    |
| ------------------------------------------------------------- | ------------------------------------------------------------- | ------------------------------------------------------------- |
| Amsterdam                                                     | Hollande-Septentrionale                                       | 934 526                                                       |
| Rotterdam                                                     | Hollande-Méridionale                                          | 672 960                                                       |
| La Haye                                                       | Hollande-Méridionale                                          | 568 945                                                       |
| Utrecht                                                       | Utrecht                                                       | 376 757                                                       |
| Almere                                                        | Flevoland                                                     | 229 574                                                       |
| Haarlem                                                       | Hollande-Septentrionale                                       | 168 743                                                       |
| Haarlemmermeer                                                | Hollande-Septentrionale                                       | 165 255                                                       |
| Amersfoort                                                    | Utrecht                                                       | 163 298                                                       |
| Zaanstad                                                      | Hollande-Septentrionale                                       | 162 828                                                       |
| Leyde                                                         | Hollande-Méridionale                                          | 130 638                                                       |
| Zoetermeer                                                    | Hollande-Méridionale                                          | 129 862                                                       |
| Dordrecht                                                     | Hollande-Méridionale                                          | 122 796                                                       |
| Westland                                                      | Hollande-Méridionale                                          | 116 916                                                       |
| Alphen-sur-le-Rhin                                            | Hollande-Méridionale                                          | 115 773                                                       |
| Alkmaar                                                       | Hollande-Septentrionale                                       | 112 896                                                       |
| Delft                                                         | Hollande-Méridionale                                          | 110 173                                                       |